# Ely Cheikh Voulany
Ely Cheikh Ould Samba El Voulany (ur. 25 czerwca 1988 w Nawakszucie) – mauretański piłkarz grający na pozycji napastnika. Od 2022 jest zawodnikiem klubu Shabab Al-Jabal.

## Kariera klubowa
Swoją karierę piłkarską Voulany rozpoczął w klubie ACS Ksar. W sezonie 2005 zadebiutował w jego barwach w pierwszej lidze mauretańskiej. W sezonie 2007/2008 wywalczył z nim wicemistrzostwo Mauretanii. W sezonie 2009 był zawodnikiem ASC Nasr de Sebkha, a w latach 2010-2014 występował w FC Tevragh-Zeina. Wywalczył z nim mistrzostwo kraju w sezonie 2011/2012, dwa wicemistrzostwa w sezonach 2010 i 2010/2011 oraz trzy Puchary Mauretanii w latach 2010, 2011 i 2012. W sezonie 2014/2015 występował w libańskim Al-Nahda Al-Burajmi. W latach 2015–2017 znów grał w FC Tevragh-Zeina, z którym w sezonie 2015/2016 sięgnął po dublet - mistrzostwo i puchar kraju, a w sezonie 2016/2017 został wicemistrzem. W latach 2017–2019 występował w FC Nouadhibou. W sezonie 2017/2018 zdobył dublet - mistrzostwo i Puchar Mauretanii, a w sezonie 2018/2019 został mistrzem kraju. W sezonie 2019/2020 był zawodnikiem irackiego Al-Talaba SC, a w sezonie 2020/2021 - saudyjskich Wej SC i Kumait FC. Jesienią 2021 grał w ASAC Concorde. W 2022 przeszedł do libijskiego Shabab Al-Jabal.

## Kariera reprezentacyjna
W reprezentacji Mauretanii Voulany zadebiutował 13 czerwca 2008 w przegranym 0:1 meczu eliminacji do MS 2010 z Etiopią, rozegranym w Nawakszucie. Od 2008 do 2018 wystąpił w kadrze narodowej 22 razy i strzelił 3 gole.